# Медаль «За заслуги в освоєнні атомної енергії»
Медаль «За заслуги в освоєнні атомної енергії» (рос. медаль «За заслуги в освоении атомной энергии») — державна нагорода Російської Федерації.

## Історія нагороди
- Медаль заснована 16 березня 2015 року указом Президента Російської Федерації В. В. Путіна[1]. Тим самим указом було встановлено почесне звання «Заслужений працівник атомної промисловості Російської Федерації».

## Положення про медаль
1. Медаллю «За заслуги в освоєнні атомної енергії» нагороджуються громадяни за заслуги в області дослідження, освоєння і використання атомної енергії, великий внесок у забезпечення ядерної та радіаційної безпеки, підготовку кадрів, наукову та конструкторську діяльність, а також за інші досягнення в області освоєння атомної енергії, спрямовані на всебічний соціально-економічний розвиток Російської Федерації, зміцнення її обороноздатності та забезпечення національних інтересів, розширення міжнародного співробітництва.
2. Медаллю «За заслуги в освоєнні атомної енергії» можуть бути нагороджені й іноземні громадяни за особливі заслуги у розвитку атомної галузі Російської Федерації.

### Порядок носіння
- Медаль «За заслуги в освоєнні атомної енергії» носиться на лівій стороні грудей і за наявності інших медалей Російської Федерації розташовується після медалі «За розвиток залізниць».
- Для особливих випадків і можливого повсякденного носіння передбачене носіння мініатюрної копії медалі «За заслуги в освоєнні атомної енергії», яка розташовується після мініатюрної копії медалі «За розвиток залізниць».
- При носінні на форменому одязі стрічки медалі «За заслуги в освоєнні атомної енергії» на планці вона розташовується після стрічки медалі «За розвиток залізниць».

## Опис медалі
- Медаль «За заслуги в освоєнні атомної енергії» зі срібла. Вона має форму кола діаметром 32 мм з опуклим бортиком з обох сторін.
- На лицьовій стороні медалі — зображення стилізованого символічного знака атома, розташованого над зображеннями атомного криголама, атомного підводного човна та атомної електростанції. Всі зображення на лицьовій стороні медалі рельєфні.
- На зворотному боці медалі — напис рельєфними літерами: «ЗА ЗАСЛУГИ В ОСВОЕНИИ АТОМНОЙ ЭНЕРГИИ», під ним — номер медалі.
- Медаль за допомогою вушка і кільця з'єднується з п'ятикутною колодкою, обтягнутою шовковою, муаровою стрічкою з трьома рівними за шириною поздовжніми смугами: дві — світло-синього кольору по краях і одна — червоного кольору посередині. Між смугами і по краях стрічки — вузькі білі смужки. Ширина стрічки — 24 мм, ширина білих смужок — 1 мм.

### Планка та мініатюрна копія медалі
- При носінні на форменому одязі стрічки медалі «За заслуги в освоєнні атомної енергії» використовується планка висотою 8 мм, ширина стрічки — 24 мм.
- Мініатюрна копія медалі «За заслуги в освоєнні атомної енергії» носиться на колодці. Діаметр мініатюрної копії медалі — 16 мм.